# Banda independiente
Una banda independiente es un fenómeno popular, cultural y musical de Panamá, que es una variante de banda de música conformada por egresados de las escuelas públicas desde mediados del siglo XX. Tienen como antecedente directo las dianas en el paradigma de mezclar lo marcial con lo popular.
En estas bandas se mezclan la seriedad y rigidez de los toques marciales con ritmos de música popular y folclórica, presentan una mezcla coreográfica provenientes de las bandas marciales con movimientos corporales propios del folclore panameño, salsa, reggae y reguetón.

## Origen
Se originó en el deseo que tenían los egresados de las bandas de guerra y música de las escuelas y colegios panameños que querían seguir homenajeando a la patria en los desfiles de conmemoración de la independencia de Panamá de España y la separación de Panamá de Colombia y demás efemérides del mes de noviembre.[cita requerida]
La pionera en el concepto de bandas independientes fue "El Hogar", creada en 1953 por el profesor Armando Sánchez. Aunque desfilaron bajo el nombre de "Escuela El Hogar" . La prohibición del Ministerio de Educación con respecto a que personas que no estaban en las escuelas no podían ser miembros de bandas de colegios, hizo que en 1979 se separaran y salieran con el estandarte "Patria", con 300 miembros.
En 1989, estando Panamá en pleno bloqueo económico impuesto por los Estados Unidos, producto de las crisis política con el general Manuel Antonio Noriega las efemérides patrias fueron suspendidas, pero esto no fue obstáculo para que desfilara en La Chorrera, la primera banda independiente de la provincia de Colón.[cita requerida]

## Estilo
Debido a que Panamá estuvo por varios años bajo un régimen militar, las marchas en un principio eran de carácter marcial; tras la restauración de la democracia en 1990, se empezó a manifestar un cambio en la música, donde se incluyó variados temas de música latina nacional y extranjera, que la hacen única en su clase.
Para marchar, llevan el compás en los pies al estilo militar y las coreografías las hacen más alegres, incluyendo movimientos de caderas, hombros, brazos y cabeza propios de la salsa, reggae, reguetón y el folclore panameño.
Respecto a los músicos de tambores y cajas usualmente le colocan cuerdas en los macetines y baquetas para poder hacer piruetas con las manos mientras tocan.
Los músicos que tocan el bombo usualmente se lo colocan en el cuello, utilizando correa especiales para realizar piruetas con este instrumento de gran tamaño, que va desde lanzarlo al aire, bailar con él o darle vueltas alrededor de su cuello.

## Organización
Se estima que en el país existen 47 bandas independientes que están Organizadas en la Federación Nacional de Bandas Independientes que está estructurada en tres zonas: Panamá Centro, San Miguelito, Colón y área Oeste y la zona del interior de la República.

## Difusión en el extranjero
Su difusión es amplia en Centroamérica y en Estados Unidos, especialmente en Nueva York, donde se encuentra una colonia panameña considerable que desfila todos los 3 de noviembre en conmemoración a la separación de Panamá de Colombia con el formato de las bandas independientes.[cita requerida]
Las bandas independientes panameñas como fenómeno cultural y popular ha llegado a influenciar el estilo de ejecución de las bandas musicales del vecino país Costa Rica, en la que producto del intercambio migratorio entre ambos países los músicos costarricenses adoptaron el formato completo de los patrones Panameños, para crear sus propias bandas independientes.[cita requerida]
Este fenómeno es comprobado con la creación de la banda independiente El Imperio de Costa Rica, que tiene como fecha de fundación el 2001, cuya finalidad es la de resaltar la cultura entre las dos naciones vecinas. Esto se ve reflejado en su escudo que resalta la unión de los dos países por medio un instrumento tradicional en las bandas costarricenses como lo es la Lira, y el Clarín en las bandas independientes panameñas, así como también por medio de ambas banderas.[cita requerida]
En sus presentaciones más destacadas les acompañan jóvenes panameños que viajan desde la provincia de Chiriquí, provenientes de David y Bugaba, Bocas del Toro, ciudad Panamá y de Colón.
Entre el repertorio musical de la banda podemos encontrar música popular de ambos países, marchas, canciones populares folclóricas de Panamá, pues los ritmos panameños son ensamblados con talento ejecutado por costarricense.